# RISC OS

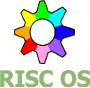

RISC OS je počítačový operační systém, který byl původně navržený společností Acorn Computers Ltd v anglickém Cambridge. Poprvé byl vydán v roce 1987 a navržen pro spuštění na čipové sadě ARM, kterou Acorn současně navrhl pro svou novou řadu osobních počítačů Archimedes. Název RISC OS vychází z architektury RISC (redukovaná instrukční sada), kterou podporuje.
V letech 1987 až 1998 byl RISC OS předinstalovanou součástí každého počítače vydaného společností Acorn, založeného na architektuře ARM, včetně řady Acorn Archimedes, řady Acorn R (s možností RISC iX jako dual boot), RiscPC, A7000 a prototypů, jako je Acorn NewsPad nebo Phoebe. Také vznikla verze operačního systému s názvem NCOS, která byla použita v síťovém počítači (Network Computer) vyvíjeným firmou Oracle Corporation.
Po rozpadu společnosti Acorn v roce 1998 byl proveden fork původního operačního systému a další vývoj pokračoval samostatně v několika společnostech, včetně RISCOS Ltd, Pace Micro Technology a Castle Technology. Od té doby byl tento OS dodáván v několika stolních počítačích založených na ARM architektuře, jako jsou Iyonix PC a A9home. V roce 2020 je tento OS stále dále vyvíjen společností RISCOS Ltd. a open source komunitou.
Nejnovější stabilní verze běží na ARMv3/ARMv4 RiscPC, ARMv5 Iyonix, ARMv7 Cortex-A8 procesorech (procesory používané např. v BeagleBoardu a Touch Booku) a Cortex-A9 procesorech nebo na prototypovacím minipočítači Raspberry Pi. V tomto případě je dostupná varianta s plným grafickým rozhraním nebo bez něj, resp. pouze s příkazovou řádkou (RISC OS Pico).

## Historie
RISC OS byl poprvé vydán v roce 1987 ve verzi Arthur 1.20. Další verzí, pojmenovanou Arthur 2, se stala v dubnu 1989 RISC OS 2. Verze RISC OS 3.00 byla vypuštěna v roce 1991 a obsahovala mnoho nových funkcí. Do roku 1996 byl operační systém RISC distribuován na více než 500 000 systémech.
Acorn oficiálně zastavil práce na OS v lednu 1999 a přejmenoval se na Element 14. V březnu 1999 získala nová společnost RISCOS Ltd. od Elementu 14 licenci na vývoj desktopové verze RISC OS od a pokračovala ve vývoji RISC OS 3.8, který následně uvolnila jako RISC OS 4 v červenci 1999. Mezitím si společnost Element 14 také ponechala vlastní kopii RISC OS 3.8 a dále ho vyvinula v operační systém NCOS, který našel využití v set-top boxech. V roce 2000 prodal Element 14 RISC OS společnosti Pace Micro Technology, která jej později přeprodala společnosti Castle Technology Ltd.
V květnu 2001 zahájila společnost RISCOS Ltd. program RISC OS Select: předplatné poskytující uživatelům přístup k nejnovějším aktualizacím RISC OS 4. Select 1 byl dodán v květnu 2002, přičemž Select 2 následoval v listopadu 2002 a finální vydání Select 3 v červnu 2004. Ve stejném měsíci byl vydán RISC OS 4.39, přezdívaný RISC OS Adjust. Ten byl vyvrcholením všech dosavadních aktualizací Select, vydaných jako fyzická sada vyměnitelných ROM pro stroje řady RiscPC a A7000.
V říjnu 2002 společnost Castle Technology mezitím vydala klon Acorn Iyonix PC. Tato varianta operačního systému se odlišovala od ostatních tím, že měla 32 bitů oproti tehdy pro RISC OS běžným 26.
V říjnu 2006 Castle Technology oznámila open source licenční plán pro prvky RISC OS 5 spravovaný RISC OS Open Limited.
V říjnu 2018 byl RISC OS 5 znovu převeden pod licenci Apache 2.0.

## Popis

### Klíčové vlastnosti
Operační systém je typu single-user. Zatímco většina současných desktopových OS používá preemptivní multitasking (PMT) a multithreading, RISC OS stále využívá kooperativní multitasking (CMT). Již mnoho uživatelů požadovalo migraci OS na PMT, ale zatím neúspěšně.
Jádro OS je uloženo v ROM, což poskytuje rychlý startovací čas a větší bezpečnost před poškozením samotných dat operačního systému. Na uložení RISC OS 4 a 5 stačí 4 MB paměti. Data OS se potom ukládají jako obraz ROM na SD kartě na jednodeskových počítačích, jako je Beagleboard nebo Raspberry Pi, což umožňuje aktualizaci operačního systému bez nutnosti výměny čipu ROM. OS se skládá z několika modulů. Moduly mohou být přidány a nahrazeny, a to i přímo v době běhu samotného běhu OS. Tento design vedl k tomu, že vývojáři OS vydávali průběžné aktualizace svých verzí OS, zatímco třetí strany byly ve stejné době schopny psát náhradní moduly OS a přidávat tak nové funkce. K modulům OS se přistupuje prostřednictvím softwarových přerušení (SWI), podobně jako u systémových volání v jiných operačních systémech.
Většina částí operačního systému definovala aplikační binární rozhraní (ABI) pro zpracování filtrů a vektorů. Díky tomu OS poskytuje mnoho způsobů, jakými může program zachytit a upravit jeho činnost. To zjednodušuje úpravu jeho chování ať už týkajícího se grafického uživatelského rozhraní nebo hlubších součástí. Ve výsledku existuje několik programů třetích stran, které umožňují přizpůsobit vzhled a chování operačního systému.

### Souborový systém (File system)
Souborový systém je orientován na svazek: nejvyšší úrovní hierarchie souborů je svazek (disk, síťová sdílená položka) s předponou podle typu souborového systému. K určení typu souboru používá OS místo přípon souborů metadata. Dvojtečky se používají k oddělení typu souborového systému od zbytku cesty, kořen systému (root) je reprezentován znakem dolaru ($) a adresáře jsou odděleny tečkou (.). Přípony pocházející z odlišných souborových systémů se zobrazují lomítkem (z example.txt se stává example/txt). Například ADFS :: HardDisc4.$ je root disku s názvem HardDisc4, který používá souborový systém ADFS (Advanced Disc Filing System). Soubory RISC OS lze použít na jiných systémech přidáním hexadecimální přípony ve formátu ', xxx' k názvům souborů. Při využití multiplatformního software lze typy souborů označit přidáním přípony „/[extension]“ k názvu souboru v rámci RISC OS.

### Kernel
Jádro RISC OS nepodporuje samo o sobě multi-tasking (ten zajišťuje modul WindowManager). Jádro OS řídí zpracování přerušení, DMA služby, alokování paměti a zobrazení videa. Jádro je postavené na monolitické architektuře.

### Plocha
Rozhraní WIMP je založeno na plovoucím správci oken (stacking window manager) a implementuje 3 druhy kliknutí: Vybrat (Select), Nabídka (Menu) a Upravit (Adjust). Dále rozhraní zahrnuje kontextová menu, ovládání pořadí oken a dynamické zaměření okna (okno může být vybráno i když není prvním viditelným oknem na ploše). Lišta ikon (Dock) obsahuje ikony, které představují připojené diskové jednotky, připojenou paměť RAM, spuštěné aplikace, systémové nástroje a oblíbené soubory, adresáře nebo neaktivní aplikace. Tyto ikony mají kontextová menu a podporují drag-and-drop operace. Představují běžící aplikaci jako celek, bez ohledu na to, zda má otevřená okna.
Správcem souborů je program Filer. Tento správce souborů je typu ‘spatial file manager’, což znamená, že každou složku si lze představit ve formě jednoho samostatného okna. Pokud je tato složka otevřena, její okno je otevřeno vždy ve stejné formě (tzn. se stejnými soubory, na stejném místě) jako bylo při posledním zavření. Místo klasické stromové struktury si lze tak tento přístup práce se soubory a složkami představit jako práce s jednotlivými objekty, kdy každá složka představuje právě jeden objekt. Adresáře, které představují aplikace se odlišují od běžných adresářů pomocí prefixu vykřičníku. Poklepáním na takový adresář se místo otevření adresáře spustí aplikace. Spustitelné soubory a prostředky aplikace jsou obsaženy v adresáři, ale obvykle zůstávají uživateli skryty. Díky tomuto systému jsou aplikace zcela nezávislé a umožňuje to spouštět je bez předchozí instalace.
V RISC OS Style Guide je uvedeno, že všechny aplikace napříč celým OS by měly mít konzistentní pocit z jejich používání. V příručce je tedy stanoveno, jak by měly aplikace být vystavěny a jaké by mělo být jejich základní chování.

### Správce fontů (Font manager)
RISC OS byl prvním operačním systémem, který zajišťoval funkci vyhlazování písem ve svém font manageru  a to už od roku 1989. Od roku 1994 od verze systéme RISC OS 3.5 je také možné použít tuto funkci i pro prvky uživatelského rozhraní pomocí nástroje ‘WindowManager for UI elements’.
RISC OS až do verze 5 vůbec nepodporoval Unicode znaky. Ve verzi 5 lze tyto znaky využít přes ‘Unicode Font Manager’. V kernelu lze ale stále pracovat pouze se znaky definovanými v sadě UTF-8.

### Přiložené aplikace
RISC OS je dodáván s několika přiloženými předinstalovanými aplikacemi jako například:
- Access+ - aplikace pro sdílení adresářů v síti
- Alarm, Clock
- Draw, Edit, Paint – základní nástroje pro malování, editaci grafických prvků a textový editor
- Blocks, Hopper, Meteors, Puzzle – hry (klon Tetrisu, Froggeru nebo Asteroids)
- Squash, Printers, Magnifier – nástroje pro kompresi souborů, práci s tiskárnou a další